# Ałan Chubiecow
Ałan Dżemałowicz Chubiecow (ros. Алан Джемалович Хубецов; ur. 26 czerwca 1993 r. we Władykaukazie) – rosyjski judoka, dwukrotny mistrz Europy, złoty i brązowy medalista igrzysk europejskich.